# 데이비드 로버트슨 (목사)

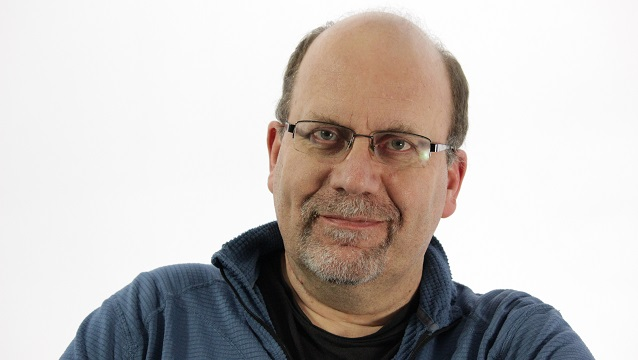
데이비드 로버트슨 목사

데이비드 로버트슨 ( David Andrew Roberson; 1962년 5월 - )은 스코틀랜드의 자유교회 교단 소속의 목사로 개혁주의 신학적 전통을 따른다. 싱클레어 퍼거슨과 유대관계를 가지며, 특히 무신론자인 리처드 도킨스의 만들어진 신에 대한 비판적인 책인 《스스로 있는 신》으로 유명하다.

1. ↑  “英, 거물급 목사 발언으로 종교와 과학의 ‘갈등’ 증폭”. 2020년 4월 14일에 확인함.